# Сковороднево
Сковороднево — село в Хомутовском районе Курской области. Административный центр Сковородневского сельсовета.

## География
Село находится в бассейне реки Свапа (правый приток Сейма), в 33 км от российско-украинской границы, в 91 км к западу от Курска, в 24 км к востоку от районного центра — посёлка городского типа Хомутовка.
Улицы
В селе улицы: В.П.Горелова, Заря, Садовая, Школьная.
Климат
Сковороднево, как и весь район, расположено в поясе умеренно континентального климата с тёплым летом и относительно тёплой зимой (Dfb в классификации Кёппена).
| Показатель                                                                     | Янв. | Фев. | Март | Апр. | Май  | Июнь | Июль | Авг. | Сен. | Окт. | Нояб. | Дек. | Год  |
| ------------------------------------------------------------------------------ | ---- | ---- | ---- | ---- | ---- | ---- | ---- | ---- | ---- | ---- | ----- | ---- | ---- |
| Средний суточный максимум, °C                                                  | −3,9 | −2,9 | 3    | 13   | 19,2 | 22,5 | 25   | 24,3 | 18   | 10,5 | 3,5   | −1   | 10,9 |
| Средняя температура, °C                                                        | −5,9 | −5,4 | −0,7 | 8,2  | 14,6 | 18,2 | 20,7 | 19,7 | 13,9 | 7,3  | 1,3   | −2,9 | 7,4  |
| Средний суточный минимум, °C                                                   | −8,3 | −8,5 | −4,8 | 2,7  | 9    | 12,9 | 15,7 | 14,6 | 9,7  | 4    | −0,9  | −5,1 | 3,4  |
| Норма осадков, мм                                                              | 49   | 44   | 48   | 50   | 64   | 70   | 79   | 54   | 57   | 56   | 48    | 48   | 667  |
| Источник: Погода по месяцам c ru.climate-data.org(дата обращения: Август 2021) |      |      |      |      |      |      |      |      |      |      |       |      |      |

Часовой пояс
Село Сковороднево, как и вся Курская область, находится в часовой зоне МСК (московское время). Смещение применяемого времени относительно UTC составляет +3:00.

## История
В 1705 году деревня Сковороднева обрела статус села в связи со строительством Троицкой церкви.

## Население
| 2002 | 2010 | 2015 |
| ---- | ---- | ---- |
| 231  | ↘138 | ↘130 |

## Инфраструктура
Личное подсобное хозяйство. В селе 383 дома.

## Транспорт
Сковороднево находится в 19 км от автодороги регионального значения 38К-040 (Хомутовка — Рыльск — Глушково — Тёткино — граница с Украиной), в 3,5 км от автодороги 38К-003 (Дмитриев — Берёза — Меньшиково — Хомутовка), в 3 км от автодороги межмуниципального значения 38Н-024 (Богомолов — Капыстичи — граница Рыльского района), на автодороге 38Н-023 (38Н-024 — Сковороднево), в 6 км от автодороги 38Н-708 (38К-40 — Поды — Петровское), в 23 км от ближайшего ж/д остановочного пункта 536 км (линия Навля — Льгов I).
В 180 км от аэропорта имени В. Г. Шухова (недалеко от Белгорода).